# Cabrejas del Pinar
Cabrejas del Pinar es una localidad y también un municipio de la provincia de Soria, 
partido judicial de Soria, comunidad autónoma de Castilla y León, España. 
Pueblo de la comarca de Pinares.
Desde el punto de vista jerárquico de la Iglesia católica forma parte de la diócesis de Osma la cual, a su vez, pertenece a la archidiócesis de Burgos.

## Geografía
Integrado en la comarca de Pinares, se sitúa a 34 kilómetros de la capital soriana. El término municipal está atravesado por la carretera nacional N-234, entre los pK 382 y 391, y por carreteras locales que permiten la comunicación con los vecinos municipios de Soria, Abejar, Talveila, Muriel Viejo, Cubilla y Muriel de la Fuente. 
El relieve del municipio es montuoso y con mucha superficie boscosa, típica de la comarca de Pinares. La sierra de Cabrejas ocupa parte del territorio y es donde se alcanzan las mayores alturas. Cuenta con numerosos arroyos y pequeños ríos que descienden de las montañas cercanas, entre los que destacan el río Cabrejas, el río de Muriel Viejo o el arroyo de la Dehesa. Al sur del territorio se extiende el Monumento Natural de la Fuentona, donde nace el río Abión. La altitud oscila entre los 1343 metros (Alto de la Corona), en plena sierra de Cabrejas, y los 1090 metros a orillas del arroyo de la Dehesa. El pueblo se alza a 1147 metros sobre el nivel del mar. El territorio engloba los municipios de Muriel Viejo y Muriel de la Fuente.
| Noroeste: Vadillo          | Norte: Soria (exclave) | Nordeste: Soria (exclave)  |
| Oeste: Talveila y Cubilla  |                        | Este: Abejar y Calatañazor |
| Suroeste: Cubilla y Blacos | Sur: Calatañazor       | Sureste: Calatañazor       |

## Historia

Término municipal.

A la caída del Antiguo Régimen la localidad se constituye en municipio constitucional en la región de Castilla la Vieja, partido de Soria que en el censo de 1842 contaba con 107 hogares y 432 vecinos.

## Geografía

### Comunicaciones
Hasta su cierre en 1985 la villa contaba con una estación del ferrocarril Santander-Mediterráneo.

### Medio ambiente
En su término e incluidos en la Red Natura 2000 los siguientes lugares:
- Lugar de Interés Comunitario conocido como Riberas del Río Duero y afluentes, ocupando 3 hectáreas, el 1 % de su término.[2]
- Lugar de Interés Comunitario conocido como Sabinares Sierra de Cabrejas, ocupando 6054 hectáreas, el 49 % de su término.[3]

## Geografía humana

### Demografía
Cuenta con una población de 299 habitantes (INE 2024).
| Gráfica de evolución demográfica de Cabrejas del Pinar entre 1842 y 2021                                              |
| |
| Población de derecho según los censos de población del INE. Población de hecho según los censos de población del INE. |

### Economía
Este pueblo se dedica a la industria maderera y la alimentaria, principalmente. Cuenta con potencialidades turísticas: el Camino de Santiago de Soria, también llamado Castellano-Aragonés, pasa por la localidad. Además, cuenta con una interesante iglesia románica y una arquitectura tradicional bastante bien conservada.

## Cultura
Es un municipio de gran interés cultural, ya que tiene muy cerca el lago de La Fuentona.

## Patrimonio
- Castillo de Cabrejas del Pinar
- Ermita de la Blanca (Cabrejas del Pinar) (1789)